# 我和班上最討厭的女生結婚了。
《我和班上最討厭的女生結婚了。》是天乃聖樹撰寫、成海七海插畫的日本輕小說系列。該系列最初於2020年3月在YouTube上的頻道推出，並於2020年12月至2025年1月由MF文庫J發行實體書。改編漫畫由Mosskonbu作畫，於2021年5月起在《少年Ace Plus》連載。改編電視動畫於2025年1月至3月播放。

## 登場人物
北条才人（聲：坂田將吾）
朱音的同班同學，聰明但缺乏常識，為了繼承北条集團而與朱音結婚，在班上被很多女生喜歡，也因此引來很多男生的仇視。
小时候在祖父的生日派对上曾经遇见过朱音，两人愉快地交谈并成为了彼此的初恋。那次派对后一直无法忘记与朱音的相遇，而且还一直保留着当时朱音送给他的手帕。由于当时没有问过朱音的名字，再加上两人再次遇见时已经换成短发而没有认出她。
生活技能極差，很慵懶怕麻煩，對家務事有拖延症，經常吃泡麵、蛋白粉以及各種食材組合成的奇怪蔬菜汁。實際上會做家務。是個理性派，但不代表情商不高。喜歡讀書，玩遊戲和攝入蛋白質。與堂妹北條糸青從小一起長大，關係親密到經常一起睡覺，但對糸青很強烈的兄控行為也很苦惱。
櫻森朱音（聲：矢野妃菜喜）
才人的同班同學，外貌出眾，卻總是與才人爭吵，即使與才人結婚也想實現自己的夢想。
小时候曾经与祖母一起参加过北条天龙的生日派对，在生日派对上遇见才人并跟他交谈，成为了彼此的初恋。
爭強好勝不服輸，同時也有顧家的一面，小時候常照顧身體不好的妹妹，家務全能到足夠養活從小被父母拋棄的才人，兩人從性格、打掃衛生、生活和飲食習慣，兩人就完全不搭調，後透過協調意見、制定規則，雙方各自負責一部分家務，也開始喜歡上了這種生活，當才人與其他女性有任何互動時，會感到嫉妒。極度喜歡貓，以至於被某家貓咪咖啡廳拒絕入店（因為玩過頭導致貓很累），愛吃草莓、怕妖魔鬼怪以及與恐怖相關的遊戲以及電影。
石倉陽鞠（聲：鈴代紗弓）
朱音和才人的同班同學，朱音朋友的辣妹。身材極佳，與華麗的外表相比，有著溫和的性格。很在意總是吵架的朱音和才人。髮色和長相都遺傳自母親（生母是美國人，但在陽鞠很小的時候就病故了），所以小時候不斷被欺負，父親為了怕麻煩想讓她染成黑色，但陽鞠出於對母親的思念斷然拒絕，因為此事與父親以及繼母不和。為了不被欺負就偽裝成輕浮打扮的辣妹。在高中一年級就喜歡上了才人，有一次找對方約會，被斷然拒絕，但陽鞠沒有放棄依舊對才人很親近。
在學校的表現完全不像不良少女，掃除和活動都有很積極地在參加。擁有超強的溝通能力，可以讓她和任何人成為朋友。經常調侃朱音，但都在最後對朱音的煩惱給出了現實而有用的建議。
北条糸青（聲：稗田寧寧）
朱音和才人的同班同學、才人的堂妹。擁有洋娃娃的外觀與冷酷的表情。具備敏銳的觀察力和推理能力，是第一個發現才人結婚的同齡人，並幫助哥哥訓練如何和女生交往。對才人來說是勝似親兄妹、善解人意的好聽眾以及心智的教育者。
父親是入贅進北條集團的俄羅斯人，所以自己擁有一半俄羅斯血統，食量很大，能吃下與體型不符的大量食物。和才人的關係在很多方面都很親密，經常鑽到對方的毯子下面和他一起睡覺、自然而然地要求公主抱或親熱，偶爾會很自然說黃段子。嗅覺十分靈敏，能辨別出才人身上別人的味道。常潛伏進才人與朱音的住處與二人一起生活，甚至偽裝成幽靈把朱音嚇得不輕。實際上是為了在各方面觀察朱音是否能帶給才人幸福，但自己依舊會自然的與才人進行親密行為。
北条天龍（聲：大塚芳忠）
才人的親祖父，北條集團的最高領導者，已達耳順(六十歲)之年還在商場上打滾的活力老男子漢；在學生時代曾跟櫻森千代有著熱鬧的戀愛經歷，但後來各奔他途，直到年老之際才跟對方生活在一起。
以自家集團的未來接班人身分、準備妥當的房地產與生活費，半引誘半強迫自己的孫子去跟孫子的同班同學結婚；據他所說，孫子與千代的孫女相處時的狀況，跟自己與千代的遭遇幾乎同出一轍，強迫孫子也是想圓了自己心中的遺憾。
櫻森千代（聲：平野文）
朱音的親祖母，目前依在舊情人天龍的身邊一起生活，雖然圓了年輕的一半遺憾，但想看到自己的孫女走上自己年輕時未完成的夢想，於是以會出大學的學費為條件告訴朱音，最後逼迫朱音成功臣服於現實，讓朱音跟才人成婚。
櫻森真帆（聲：前田佳織里）
朱音的妹妹。年紀比她小3歲，後來編入才人與朱音高中的學妹。從小體弱多病，因為父母工作拚命賺醫療費很少在家，所以經常被姊姊朱音照顧。兼具稚嫩和迷惑氣氛的少女，自由奔放的撒嬌的孩子，經常誘惑才人，還揚言要把才人從姊姊手裡奪走，喜歡襲擊可愛女生的胸部，包括朱音、陽鞠和糸青。
北条麗子（聲：榊原良子）
糸青的媽媽，才人的姑姑。

## 出版書籍

### 小說
| 卷數 | KADOKAWA       | KADOKAWA               | 東立出版社     | 東立出版社                           |
| 卷數 | 發售日期       | ISBN                   | 發售日期       | ISBN                                 |
| ---- | -------------- | ---------------------- | -------------- | ------------------------------------ |
| 1    | 2020年12月25日 | ISBN 978-4-04-065939-8 | 2022年4月7日   | ISBN 978-957-268-925-7（首刷附錄版） |
| 2    | 2021年4月25日  | ISBN 978-4-04-680332-0 | 2022年10月27日 | ISBN 978-626-347-164-1（首刷附錄版） |
| 3    | 2021年8月25日  | ISBN 978-4-04-680702-1 | 2023年1月16日  | ISBN 978-626-347-838-1（首刷附錄版） |
| 4    | 2021年12月25日 | ISBN 978-4-04-681000-7 | 2023年5月18日  | ISBN 978-626-360-654-8（首刷附錄版） |
| 5    | 2022年5月25日  | ISBN 978-4-04-681409-8 | 2023年9月11日  | ISBN 978-626-372-158-6（首刷附錄版） |
| 6    | 2022年10月25日 | ISBN 978-4-04-681834-8 |                |                                      |
| 7    | 2023年2月25日  | ISBN 978-4-04-682206-2 |                |                                      |
| 8    | 2023年11月25日 | ISBN 978-4-04-682986-3 |                |                                      |
| 9    | 2024年8月23日  | ISBN 978-4-04-683913-8 |                |                                      |
| 10   | 2025年1月25日  | ISBN 978-4-04-684445-3 |                |                                      |

### 漫畫
| 卷數 | KADOKAWA       | KADOKAWA               | 青文出版社   | 青文出版社            |
| 卷數 | 發售日期       | ISBN                   | 發售日期     | ISBN                  |
| ---- | -------------- | ---------------------- | ------------ | --------------------- |
| 1    | 2021年12月25日 | ISBN 978-4-04-112023-1 | 2024年4月8日 | ISBN 978-626-383346-3 |
| 2    | 2022年5月25日  | ISBN 978-4-04-112639-4 |              |                       |
| 3    | 2022年12月26日 | ISBN 978-4-04-113174-9 |              |                       |
| 4    | 2023年7月25日  | ISBN 978-4-04-113915-8 |              |                       |
| 5    | 2024年2月26日  | ISBN 978-4-04-114664-4 |              |                       |
| 6    | 2024年9月25日  | ISBN 978-4-04-115387-1 |              |                       |
| 7    | 2025年3月24日  | ISBN 978-4-04-116056-5 |              |                       |

## 電視動畫
2024年6月，宣布改編為電視動畫。於2025年1月播出。

### 製作人員
- 原作：天乃聖樹
- 原作插畫：成海七海
- 角色原案：成海七海、
- 監督：大嶋博之
- 系列構成：高橋龍也
- 角色設計：田津奈奈子
- 副角色設計：小關雅
- 音樂：
- 製作人：EGG FIRM
- 動畫製作：Studio五組×AXsiZ[5]
- 製作：班婚製作委員會

### 主題曲
片頭曲
作詞：指原莉乃，作曲：中村瑛彥，編曲：古川貴浩，演唱：=LOVE
片尾曲
作詞、作曲、編曲：原田茂幸，演唱：櫻森朱音（矢野妃菜喜）、石倉陽鞠（鈴代紗弓）、北条糸青（稗田寧寧）、櫻森真帆（前田佳織里）

### 各話列表
| 話數 | 標題                   | 編劇     | 分鏡               | 演出     | 作畫監督 | 總作畫監督                           | 總作畫監督 | 首播日期      |
| ---- | ---------------------- | -------- | ------------------ | -------- | --- | ------------------------------------ | ---------- | ------------- |
| 1    | 與最討厭的女生結婚了。 | 高橋龍也 | 大嶋博之           | 黑田幸生 | 高梨光、津幡佳明、中山智貴、片岡英之、永田由香、服部憲知                                                            | 小關雅                               | 田津奈奈子 | 2025年1月4日  |
| 2    | 新生活                 | 高橋龍也 | 大嶋博之           | 藏本穗高 | 村長由紀、中山智貴、池田龍也、高梨光、崔舒婷、柄谷綾子、服部憲知                                                    | 山內尚樹                             | 田津奈奈子 | 2025年1月11日 |
| 3    | 我的老婆               | 山田哲弥 | Royden B           | 藤中達也 | Hyun joo Song、Younghee Park                                                                                        | 津幡佳明                             | 田津奈奈子 | 2025年1月18日 |
| 4    | 夜襲                   | 山田哲弥 | 大嶋博之           | 能見昌照 | 杉浦圭一、崔舒婷、星和伸、金坂秀行、FanDongdong、SunJiwei、Wei Xu Long                                              | 小關雅                               | 田津奈奈子 | 2025年1月25日 |
| 5    | 我才不會輸             | 山田哲弥 | 田邊真司、大嶋博之 | 大嶋博之 | Choi eun-yeong、Shin Seung-sook、FanDongdong、SunJiwei、Wei Xu Long                                                 | 小關雅、山内尚樹                     | 田津奈奈子 | 2025年2月1日  |
| 6    | 夫婦的初次約會         | 高橋龍也 | Royden B           | 黑田幸生 | 星和伸、高梨光、金坂秀行、飯田光尋、杉浦圭一、中山智貴、服部憲知、池田龍也                                          | 津幡佳明、小關雅、片岡英之           | 田津奈奈子 | 2025年2月8日  |
| 7    | 戒指                   | 高橋龍也 | 大嶋博之           | 竹泽清貴 | 池田龍也、中山智貴、片岡英之、津幡佳明、永田有香、鐘文山、馮含露、崔舒婷、FanDongdong、SunJiwei、Wei Xu Long        | 小关雅                               | 田津奈奈子 | 2025年2月15日 |
| 8    | 前辈                   | 山田哲弥 | 铃木轮流郎         | 藤中達也 | Park Younghee、Choi Eunyoung                                                                                        | Song Hyeon-ju、小关雅                | 田津奈奈子 | 2025年2月22日 |
| 9    | 妹妹的心               | 山田哲弥 | 大嶋博之           | 藏本穗高 | 鐘文山、崔舒婷、木村都彦、高梨光、服部憲知、片岡英之、Wang Xiao-ming、Fan Dong-dong、Yin Shao-feng、Hwang Hyun-grak | Song Hyeon-ju、小关雅、片岡英之      | 田津奈奈子 | 2025年3月1日  |
| 10   | 女朋友（假）           | 高橋龍也 | Royden B           | 黑田幸生 | Park Younghee、Choi Eunyoung、Kim Yeon Suk、Kim Hee Jung、Lee MiYung                                                | 小关雅                               | 田津奈奈子 | 2025年3月8日  |
| 11   | 聲音                   | 高橋龍也 | 大嶋博之           | 大嶋博之 | WON Mi-na、PARK Soon Ok、Kim Ji eun、JO Won Ha                                                                      | Song Hyeon-ju、Hwang Mi-Jung、小關雅 | 田津奈奈子 | 2025年3月15日 |
| 12   | 和最討厭的男生結婚了。 | 高橋龍也 | 大嶋博之           | 竹澤清貴 | 崔舒婷、杉浦圭一、片岡英之、中山智貴、西田美弥子、永田有香                                                          | 小关雅                               | 田津奈奈子 | 2025年3月22日 |

### 播映平台
| 播放日期             | 播放時間（UTC+9）                | 播放電視台 | 播放地區   | 備註   |
| -------------------- | -------------------------------- | ---------- | ---------- | ------ |
| 2025年1月3日—3月21日 | 星期五 23:30—星期六 00:00        | TOKYO MX   | 東京都     |        |
|                      |                                  | 栃木電視台 | 栃木縣     |        |
|                      |                                  | 群馬電視台 | 群馬縣     |        |
|                      |                                  | BS11       | 日本全域   | BS放送 |
| 2025年1月5日—3月23日 | 星期日 02:08—02:38（星期六深夜） | 毎日放送   | 近畿廣域圏 |        |
|                      | 星期日 22:00–22:30               | AT-X       | 日本全域   | CS放送 |
| 2025年1月8日—3月26日 | 星期三 02:05—02:35（星期二深夜） | 愛知電視台 | 愛知縣     |        |

| 播映地區   | 播映平台                                                                             | 播映日期             | 播映時間              | 備註   |
| ---------- | ------------------------------------------------------------------------------------ | -------------------- | --------------------- | ------ |
| 臺灣       | 巴哈姆特動畫瘋、KKTV friDay影音、MyVideo Hami Video、中華電信MOD、LINE TV、CATCHPLAY | 2025年1月4日—3月22日 | 星期六 00:00（UTC+8） | [ 11 ] |
| 香港、澳門 | 巴哈姆特動畫瘋                                                                       | 2025年1月4日—3月22日 | 星期六 00:00（UTC+8） | [ 11 ] |

### BD / DVD
| 卷數  | 發售日期      | 收錄話數      | 規格編號         | 規格編號         |
| 卷數  | 發售日期      | 收錄話數      | BD BOX           | DVD BOX          |
| ----- | ------------- | ------------- | ---------------- | ---------------- |
| Vol.1 | 2025年2月26日 | 第1話—第2話   | ANZX-17541/17542 | ANZB-17541/17542 |
| Vol.2 | 2025年3月26日 | 第3話—第4話   | ANZX-17543/17544 | ANZB-17543/17544 |
| Vol.3 | 2025年4月23日 | 第5話—第6話   | ANZX-17545/17546 | ANZB-17545/17546 |
| Vol.4 | 2025年5月28日 | 第7話—第8話   | ANZX-17547/17548 | ANZB-17547/17548 |
| Vol.5 | 2025年6月25日 | 第9話—第10話  | ANZX-17549/17550 | ANZB-17549/17550 |
| Vol.6 | 2025年7月30日 | 第11話—第12話 | ANZX-17551/17552 | ANZB-17551/17552 |

## 外部連結
- 漫畫官方網站（日語）
- 電視動畫官方網站（日語）
- 電視動畫的X（前Twitter）（日語）